# Calliphylla retusa
Calliphylla retusa är en fjärilsart som beskrevs av Antonius Johannes Theodorus Janse 1963. Calliphylla retusa ingår i släktet Calliphylla och familjen stävmalar. Inga underarter finns listade i Catalogue of Life.